# Вулиця Василя Шкляра
Вулиця Василя Шкляра — вулиця у Тернівському районі (Веселі Терни) міста Кривий Ріг.

## Історія
У радянські часи вулиця носила назву на честь білоруського радянського поета Якуба Коласа.
Розпорядженням голови обласної державної адміністрації від 26.07.2024 № Р-314/0/3-24 вулицю Якуба Коласа перейменували на честь військового діяча, члена уряду УНР, організатора підпілля на півдні України (1922) Василя Шкляра (позивний Сірко), що був народжений у Веселих Тернах.

## Назва
Шкляр-Сірко (Скляр) Василь, уродженець с. Веселі Терни, організатор підпілля на півдні України (1922). 1919 року разом із Сергієм Клепачем створив підпільну організацію на Катеринославщині, до якої входили переважно боротьбисти. В 1920 р. – учасник повстання проти совєтської влади, очевидно у складі Степової дивізії. В 1922 р. – керівник 2-го району Першої (Південної) повстанської групи, до якого входили Вознесенський, Миколаївський і Херсонський повіти (підписувався як комісар 3-го району Південно-Східного повстанського фронту. Згідно з даними ҐПУ, арештований.

## Перехресні вулиці
- вулиця Олександра Скоцеляса
- вулиця Старотернівська
- вулиця Віри Бабенко
- вулиця Новопавлівська

## Прилеглі вулиці
- вулиця Палладіна
- вулиця Богданівська
- вулиця Олексія Солом'яного